# Siemków (Polanica-Zdrój)
Siemków (niem.: Wiesenhäuser) – dzielnica Polanicy-Zdroju, położona w północno-wschodniej części miasta, którą zamieszkuje ok. 70 mieszkańców.

## Geografia
Siemków położony jest na pograniczu Kotliny Kłodzkiej i Gór Stołowych. Graniczy z Wolanami na północy i zachodzie, Polanicą Górną na południu, Szalejowem Górnym na wschodzie.
Jest to mała osada złożona z kilku budynków, położonych przy drodze krajowej nr 8 (E67). Leży na wysokości ok. 380 m n.p.m. wśród użytków rolnych. Z terenu Siemkowa roztacza się bardzo ładna panorama centrum uzdrowiska w Polanicy.

## Historia
Siemków powstał pod koniec XIX wieku jako kolonia Wolan, chociaż jego powstanie wiązało się bardziej z rozwojem pobliskiej Polanicy-Zdroju. Sąsiadował z Polanicą Górną. Wcześniej istniała tu kaplica przy starej drodze, która do dzisiaj należy do Wolan. Siemków nigdy nie przekształcił się w samodzielną osadę. W 1925 razem z Neuheide został włączony do Polanicy-Zdroju, która w 1945 uzyskała prawa miejskie. Zachował swój charakter, ale utracił samodzielność, a nazwa wyszła z użycia. W latach 70. XX wieku przez osadę zbudowano nową drogę dojazdową do uzdrowiska od strony drogi krajowej nr 8 (obecna ul. Mickiewicza).
Na terenie Siemkowa położony jest dawny cmentarz ewangelicki (od 2006 w formie lapidarium), na którym zachował się nagrobek nadburmistrza Wrocławia Paula Mattinga.

## Ulice
W obręb Siemkowa wchodzą następujące ulice:
- Widok
- Słoneczna
- Polna
- Adama Mickiewicza (częściowo)